# Baramchi
Baramchi (nep. बराम्ची) – gaun wikas samiti w środkowej części Nepalu w strefie Bagmati w dystrykcie Sindhupalchowk. Według nepalskiego spisu powszechnego z 2001 roku liczył on 623 gospodarstw domowych i 3265 mieszkańców (1628 kobiet i 1637 mężczyzn).